# Финн Балор
Фе́ргал Де́витт (англ. Fergal Devitt, род. 25 июля 1981, Брей, Ленстер) — ирландский рестлер, в данный момент выступающий в WWE на бренде Raw под именем Финн Ба́лор (англ. Finn Bálor), где является членом группировки «Судный день».
Девитт широко известен своими выступлениями в New Japan Pro-Wrestling (NJPW) под именем Принц Де́витт, где он был трехкратным чемпионом IWGP в полутяжелом весе и шестикратным командным чемпионом IWGP в полутяжёлом весе, дважды выиграв титул с Минору и четыре раза с Рюсукэ Тагути. Он также является двукратным победителем турнира Best of the Super Juniors, выиграв в 2010 и 2013 годах, а также одним из основателей группировки Bullet Club. Благодаря соглашениям NJPW с мексиканским промоушеном Consejo Mundial de Lucha Libre (CMLL), Девитт также выступал и там, один раз став чемпионом мира NWA в историческом среднем весе. Он также выступал в ряде независимых промоушенах, став чемпионом ICW Zero-G , чемпионом RPW в тяжелом весе и двукратным чемпионом Британского Содружества в тяжелом весе NWA.
После подписания контракта с WWE и перейдя в NXT, Балор стал чемпионом NXT, его чемпионство было самым длинным в истории титула — в 293 дня. Также во время своего пребывания в NXT Балор стал первым победителем турнира Dusty Rhodes Tag Team Classic с Самоа Джо. Вскоре после прибытия в основной ростер WWE, Балор стал первым рестлером в истории WWE, завоевавшим титул чемпиона мира в своём дебютном матче на PPV, а также став самым оперативным чемпионом в истории WWE, выиграв титул чемпиона мира через 27 дней после своего основного дебюта в WWE, став первым чемпионом вселенной WWE на SummerSlam в 2016. На данный момент имеет отличный рекорд в смешанных единоборствах: 17-8

## Карьера в рестлинге

### Судный день (2022 — н.в.)
5 июня на Hell in a Cell Балор вместе с Эй Джей Стайлзом и Лив Морган принял участие в командном микст-матче трио против группировки Судный День. На следующий вечер на Raw Эдж представил Балора как нового участника «Судного дня»; однако Балор, Прист и Рипли внезапно напали на Эджа и ударили его стулом, тем самым вышвырнув его из группировки. «Судный день» под руководством Балора начал вражду с командой Реем и Домиником Мистерио в попытке завербовать Доминика в свои ряды. 30 июля на SummerSlam Балор и Прист потерпели поражение от Мистерио ппосле вмешательства вернувшегося Эджа. На Clash at the Castle Эдж и Рэй победили Балора и Приста в командном матче. Однако после матча Доминик предал и Эджа, и Рея, совершив хил-тёрн. В понедельник на Raw Доминик официально присоединился к «Судному дню» после того, как помог группе атаковать Рей и Эджа. На Raw 26 сентября Эдж вызвал Балора на поединок по правилам «Я сдаюсь» на шоу Extreme Rules, и Балор его принял. На этом шоу 8 октября Балор победил Эджа, а после матча Рипли напала на жену Эджа, Бет Феникс (которая вмешивалась в матч от имени Эджа), ударив её стулом и нанеся ей кейфебную травму. 10 октября на RAW Стайлз согласился вступить в «Судный День», однако затем неожиданно объявил о возвращении своих давних друзей по группировке «Клуб» Карла Андерсона и Люка Гэллоуза, которые покинули WWE в 2020 году, после чего два года выступали в других организациях. 17 октября на RAW Судный день заявился в зал после того, как Клуб одолел Альфа-Академию, и Стайлсу предложили матч против Доминика 1х1. В этом матче Рипли отвлекса Стайлса, и Мистерио-младший удержал его сворачиванием. В результате «Судный День» бросил «Клубу» вызов на матч трио на Crown Jewel, и это предложение было принято. На RAW 24 октября. На RAW 31 октября состоялся матч 1х1 между Пристом и Андерсоном. В этом матче неожиданную победу одержал Андерсон. После матча группировки подрались, и Гэллоус снова получил в пах от Реи Рипли. В матч на Crown Jewel по традиции вмешивалась Рея Рипли, поднявшая Стайлса на плечи и бросившая его грудью на край ринга. После этого она закатила его на ринг, а Балор провел шотган-дропкик, Ку-Де-Гра и удержал Эй. Джея, принеся победу своей группировке. На RAW 7 ноября к «Клубу» присоединилась Миа Йим, чтобы нейтрализовать Рипли. На RAW 14 ноября Стайлс бросил вызов Финну Балору на матч 1х1 на Survivor Series WarGames, и этот вызов был принят. В матче на Премиум-шоу Стайлс сделал ставку на нейтрализации прыгучести Балора, атакуя его ноги, чтобы тот не смог провести фирменные приёмы такие как дропкик и Ку-Де-Гра, и эта тактика принесла успех, Стайлс одержал победу в этом матче.

## Титулы и достижения
- American Wrestling Roadshow
  - Чемпион Wrestling.Ie (1 раз)
- Consejo Mundial de Lucha Libre
  - Чемпио мира NWA в историческом среднем весе (1 раз)
- Insane Championship Wrestling
  - Чемпион ICW Zero-G (1 раз)
- Kaientai Dojo
  - Лучший матч года 2010 — с Рюсукэ Тагути против Макото Оиси и Сиори Асахи 17 апреля
- New Japan Pro-Wrestling
  - Чемпион IWGP в полутяжёлом весе (3 раза)[17]
  - Командный чемпион IWGP в полутяжёлом весе (6 раз) — с Минору (2) и Рюсукэ Тагути (4)[18]
  - Best of the Super Juniors (2010, 2013)
  - J Sports Crown NJPW (2010, 2011)
- NWA UK Hammerlock
  - Чемпион Британского содружества NWA в тяжелом весе (2 раза)[19]
- Pro Wrestling Illustrated
  - PWI ставит его под № 3 в списке 500 лучший рестлеров 2016 года[20]
- Revolution Pro Wrestling
  - British Cruiserweight Championship (1 раз)
- Rolling Stone
  - Суперзвезда года в NXT (2015)
- Tokyo Sports
  - Лучший матч года (2010) — с Рюсукэ Тагути против Кенни Омеги и Коты Ибуси 11 октября
- Wrestling Observer Newsletter
  - Самый недооцененный (2018)[21][22]
- WWE
  - Чемпион Вселенной WWE (1 раз) — первый в истории[23]
  - Чемпион Соединённых Штатов WWE (1 раз)[24]
  - Интерконтинентальный чемпион WWE (2 раза)[25]
  - Чемпион NXT (2 раза)[26]
  - Победитель Dusty Rhodes Tag Team Classic (2015) — с Самоа Джо
  - Командный чемпион мира / WWE Raw (3 раза) — с Дамианом Пристом (2), с Джей Ди Макдоной (1)
  - Командный чемпион WWE SmackDown (2 раза) — с Дамианом Пристом
  - Премия по итогам года NXT
    - Рестлер-мужчина года (2015)
    - Рестлер года (2015)
    - Матч года (2020) против Кайла О’Райли на NXT TakeOver: 31